# At the Soundawn
Gli At the Soundawn sono una band post-hardcore/screamo italiana, formatasi a Modena nel 2000 con il nome di Overself e tuttora in attività.

## Storia del gruppo

### Inizi,Red Square, We Come in Wavese tour europei
Dopo diversi concerti ed un ep con questo nome, nel 2005 cambiano nome in At the Soundawn. Nel 2007 registrano un album per UkDivision Records: Red Square: We Come in Waves. Nello stesso anno la band fa un tour della Svezia e al ritorno ottiene un contratto con l'etichetta tedesca Lifeforce Records.
La band intraprende due tour europei nel 2008 che li portano a suonare in Germania, Polonia, Svezia, Ungheria e Austria, per promuovere Red Square (ristampato nello stesso anno da Lifeforce).

### Shifting
Nell'estate 2009 la band registra il secondo album Shifting, pubblicato da Lifeforce Records il 15 marzo 2010 in Europa e il 27 aprile 2010 nel resto del mondo.
Per promuovere il disco, la band intraprende un'intensa attività che li porta di nuovo in tutta Europa, suonando in importanti occasioni come a Lipsia in occasione del Wave Gotik Treffen 2010, con God Is An Astronaut, Junius e Long Distance Calling.

## Formazione

### Formazione attuale
- Luca De Stefano - voce
- Andrea Violante - chitarra
- Fulvio Romiti - chitarra
- Alessio Bellotto - basso
- Enrico Calvano - batteria

### Ex componenti
- Matteo Bassoli - chitarra (2000-2013)
- Mirco Migliori - voce (2000-2008)

### Altri musicisti
- Simone Marzocchi - tromba (in studio dal 2006)
- Silvio Ripamonti - tromba (live 2010-2011)
- Stefano Monastra - tromba (live dal 2011)

## Discografia
- 2007 - Red Square: We Come in Waves (Ukdivision)
- 2010 - Shifting (Lifeforce Records)
- 2014 - Visionaries (autoprodotto)